# Psephellus erivanensis
Psephellus erivanensis là một loài thực vật có hoa trong họ Cúc. Loài này được Lipsky miêu tả khoa học đầu tiên năm 1902.